# Orifiel
Orifiel (Orifel, Orfiel) – według papieża Grzegorza Wielkiego jest jednym z siedmiu archaniołów. Według innych źródeł, Orifiel to Książę Chóru Tronów, a także (jak twierdzi Cornelius Agrippa) anioł sprawujący władzę nad planetą Saturn. Zdaniem Eliphasa Léviego, w kabale żydowskiej Orfiel jest Aniołem Pustkowia. W The Lemegeton Waite'a, Orifiel jest jednym z Siedmiu Wielkich. W The Devil's Own Dear Son Cabella Orifiel jest „oportunistycznym archaniołem”.